# Дабла Гомі
Дабла Гомі (груз. დაბლა გომი) — село в Грузії.
За даними перепису населення 2014 року в селі проживає 895 осіб.